# Discografie van Blue Rodeo
Dit is een discografie voor de Canadese countryrockband Blue Rodeo.

## Studioalbums

### Albums uit de jaren 1980
| Titel                                   | Details                                                 | Topchart posities | Topchart posities | Certificaties (verkoopdrempels) |
| Titel                                   | Details                                                 | CAN country       | CAN               | Certificaties (verkoopdrempels) |
| --------------------------------------- | ------------------------------------------------------- | ----------------- | ----------------- | ------------------------------- |
| Outskirts                               | - Publicatiedatum: maart 1987 - Label: Risque Disque    | —                 | 20                | - CAN: 4× Platina               |
| Diamond Mine                            | - Publicatiedatum: 20 maart 1989 - Label: Risque Disque | 2                 | 4                 | - CAN: 3× Platina               |
| "—" denotes releases that did not chart |                                                         |                   |                   |                                 |

### Albums uit de jaren 1990
| Titel                                   | Details                                                          | Topchart posities | Topchart posities | Certificaties (verkoopdrempels) |
| Titel                                   | Details                                                          | CAN country       | CAN               | Certificaties (verkoopdrempels) |
| --------------------------------------- | ---------------------------------------------------------------- | ----------------- | ----------------- | ------------------------------- |
| Casino                                  | - Publicatiedatum: 20 november 1990 - Label: Risque Disque       | —                 | 6                 | - CAN: 2× Platina               |
| Lost Together                           | - Publicatiedatum: 4 augustus 1992 - Label: Risque Disque        | —                 | 3                 | - CAN: 2× Platina               |
| Five Days in July                       | - Publicatiedatum: 26 oktober 1993 - Label: Warner Music Canada  | 3                 | 8                 | - CAN: 6× Platina               |
| Nowhere to Here                         | - Publicatiedatum: 5 september 1995 - Label: Warner Music Canada | 18                | 2                 | - CAN: 2× Platina               |
| Tremolo                                 | - Publicatiedatum: 15 juli 1997 - Label: Warner Music Canada     | 1                 | 8                 | - CAN: Platina                  |
| "—" denotes releases that did not chart |                                                                  |                   |                   |                                 |

### Albums uit de jaren 2000
| Titel                     | Details                                                           | Topposities | Certificaties (verkoopdrempels) |
| Titel                     | Details                                                           | CAN         | Certificaties (verkoopdrempels) |
| ------------------------- | ----------------------------------------------------------------- | ----------- | ------------------------------- |
| The Days in Between       | - Publicatiedatum: 11 januari 2000 - Label: Warner Music Canada   | 4           | - CAN: Goud                     |
| Palace of Gold            | - Publicatiedatum: 8 oktober 2002 - Label: Warner Music Canada    | 6           | - CAN: Platina                  |
| Are You Ready             | - Publicatiedatum: 5 april 2005 - Label: Warner Music Canada      | 3           | - CAN: Goud                     |
| Small Miracles            | - Publicatiedatum: 25 september 2007 - Label: Warner Music Canada | 5           | - CAN: Goud                     |
| The Things We Left Behind | - Publicatiedatum: 10 november 2009 - Label: Warner Music Canada  | 6           | - CAN: Platina                  |

### Albums uit de jaren 2010
| Titel                     | Details                                                         | Topposities | Certificaties (verkoopdrempels) |
| Titel                     | Details                                                         | CAN         | Certificaties (verkoopdrempels) |
| ------------------------- | --------------------------------------------------------------- | ----------- | ------------------------------- |
| In Our Nature             | - Publicatiedatum: 29 oktober 2013 - Label: Warner Music Canada | 2           | - CAN: Goud                     |
| A Merrie Christmas to You | - Publicatiedatum: 4 november 2014 - Label: Warner Music Canada | —           |                                 |
| 1000 Arms                 | - Publicatiedatum: 28 oktober 2016 - Label: Warner Music Canada | 6           |                                 |

## Livealbums
| Titel                                   | Details                                              | Topposities | Certificaties (verkoopdrempels) |
| Titel                                   | Details                                              | CAN         | Certificaties (verkoopdrempels) |
| --------------------------------------- | ---------------------------------------------------- | ----------- | ------------------------------- |
| Just Like a Vacation                    | - Publicatiedatum: 1999 - Label: Warner Music Canada | 20          | - CAN: Platina                  |
| Blue Rodeo Live in Stratford            | - Publicatiedatum: 2006 - Label: Instant Live        | —           |                                 |
| Blue Road                               | - Publicatiedatum: 2008 - Label: Warner Music Canada | —           | - CAN: Double Platinum Video    |
| Live At Massey Hall                     | - Publicatiedatum: 2015 - Label: Warner Music Canada | 24          |                                 |
| "—" denotes releases that did not chart |                                                      |             |                                 |

## Compilatiealbums
| Titel         | Details                                                        | Topposities | Certificaties (verkoopdrempels) |
| Titel         | Details                                                        | CAN         | Certificaties (verkoopdrempels) |
| ------------- | -------------------------------------------------------------- | ----------- | ------------------------------- |
| Greatest Hits | - Publicatiedatum: 2 oktober 2001 - Label: Warner Music Canada | 7           | - CAN: 4× Platina               |

## Boxsets
| Titel                   | Details                                                         | Topposities | Certificaties (verkoopdrempels) |
| Titel                   | Details                                                         | CAN         | Certificaties (verkoopdrempels) |
| ----------------------- | --------------------------------------------------------------- | ----------- | ------------------------------- |
| Blue Rodeo: 1987 - 1993 | - Publicatiedatum: 16 oktober 2012 - Label: Warner Music Canada | —           |                                 |

## Singles

### Singles uit de jaren 1980
| Jaar                                    | Single                | Topchart posities | Topchart posities | Topchart posities | Certificaties (verkoopdrempels) | Album        |
| Jaar                                    | Single                | CAN               | CAN Country       | CAN AC            | Certificaties (verkoopdrempels) | Album        |
| --------------------------------------- | --------------------- | ----------------- | ----------------- | ----------------- | ------------------------------- | ------------ |
| 1987                                    | Outskirts             | —                 | 35                | —                 |                                 | Outskirts    |
| 1987                                    | Try                   | 6                 | 1                 | 3                 | - CAN: Goud                     | Outskirts    |
| 1988                                    | Rose-Coloured Glasses | 40                | 48                | 24                |                                 | Outskirts    |
| 1988                                    | Rebel                 | 71                | 33                | —                 |                                 | Outskirts    |
| 1989                                    | Diamond Mine          | 7                 | —                 | —                 |                                 | Diamond Mine |
| 1989                                    | How Long              | 25                | 20                | 6                 |                                 | Diamond Mine |
| 1989                                    | House of Dreams       | 49                | —                 | —                 |                                 | Diamond Mine |
| "—" denotes releases that did not chart |                       |                   |                   |                   |                                 |              |

### Singles uit de jaren 1990
| Jaar                                    | Single                     | Topchart posities | Topchart posities | Topchart posities | Album               |
| Jaar                                    | Single                     | CAN               | CAN Country       | CAN AC            | Album               |
| --------------------------------------- | -------------------------- | ----------------- | ----------------- | ----------------- | ------------------- |
| 1990                                    | Love and Understanding\| — | 32                | —                 | Diamond Mine      |                     |
| 1990                                    | Til I Am Myself Again      | 3                 | 1                 | 2                 | Casino              |
| 1991                                    | Trust Yourself             | 13                | —                 | —                 | Casino              |
| 1991                                    | What Am I Doing Here       | 33                | 41                | 17                | Casino              |
| 1991                                    | After the Rain             | 30                | —                 | —                 | Casino              |
| 1992                                    | Lost Together              | 3                 | —                 | 6                 | Lost Together       |
| 1992                                    | Rain Down on Me            | 11                | 23                | 26                | Lost Together       |
| 1993                                    | Angels                     | 75                | —                 | —                 | Lost Together       |
| 1993                                    | Flying                     | 42                | —                 | —                 | Lost Together       |
| 1993                                    | Already Gone               | 33                | 14                | 21                | Lost Together       |
| 1993                                    | 5 Days In May              | 4                 | 16                | 5                 | Five Days In July   |
| 1994                                    | Hasn't Hit Me Yet          | 8                 | —                 | 8                 | Five Days In July   |
| 1994                                    | Bad Timing                 | 17                | —                 | 15                | Five Days In July   |
| 1994                                    | Dark Angel                 | —                 | —                 | 19                | Five Days In July   |
| 1994                                    | 'Til I Gain Control Again  | —                 | 24                | —                 | Five Days In July   |
| 1995                                    | Head Over Heels            | 33                | 4                 | 16                | Five Days In July   |
| 1995                                    | Save Myself                | —                 | —                 | —                 | Nowhere to Here     |
| 1995                                    | Side of the Road           | 4                 | —                 | 9                 | Nowhere to Here     |
| 1995                                    | Better Off As We Are       | 5                 | —                 | 15                | Nowhere to Here     |
| 1996                                    | Blew It Again              | 70                | —                 | —                 | Nowhere to Here     |
| 1996                                    | Girl In Green              | —                 | —                 | —                 | Nowhere to Here     |
| 1997                                    | It Could Happen To You     | 4                 | 23                | 8                 | Tremolo             |
| 1998                                    | Falling Down Blue          | 50                | 75                | —                 | Tremolo             |
| 1998                                    | No Miracle, No Dazzle      | —                 | —                 | —                 | Tremolo             |
| 1999                                    | Somebody Waits             | 29                | 45                | 8                 | The Days in Between |
| "—" denotes releases that did not chart |                            |                   |                   |                   |                     |

### Singles uit de jaren 2000
| Jaar                                    | Single                         | Topposities | Album                             |
| Jaar                                    | Single                         | CAN         | Album                             |
| --------------------------------------- | ------------------------------ | ----------- | --------------------------------- |
| 2000                                    | Begging You To Let Me In       | —           | The Days in Between               |
| 2000                                    | The Days in Between            | —           | The Days in Between               |
| 2001                                    | Sad Nights                     | —           | The Days in Between               |
| 2001                                    | To Love Somebody               | —           | Greatest Hits, Vol. 1             |
| 2002                                    | Bulletproof                    | —           | Palace of Gold                    |
| 2002                                    | Walk Like You Don't Mind       | —           | Palace of Gold                    |
| 2003                                    | Stage Door                     | —           | Palace of Gold                    |
| 2003                                    | Love Never Lies/Palace of Gold | —           | Palace of Gold                    |
| 2005                                    | Rena                           | —           | Are You Ready                     |
| 2005                                    | Are You Ready                  | —           | Are You Ready                     |
| 2005                                    | Can't Help Wondering Why       | —           | Are You Ready                     |
| 2007                                    | Four Strong Winds              | —           | The Gift - A Tribute to Ian Tyson |
| 2007                                    | C'mon                          | 68          | Small Miracles                    |
| 2007                                    | 3 Hours Away                   | —           | Small Miracles                    |
| 2008                                    | This Town                      | 73          | Small Miracles                    |
| 2008                                    | Losin' You                     | —           | Blue Road                         |
| 2009                                    | Arizona Dust                   | —           | The Things We Left Behind         |
| "—" denotes releases that did not chart |                                |             |                                   |

### Singles uit de jaren 2010
| Jaar                                    | Single                   | Topchart posities | Topchart posities | Album                     |
| Jaar                                    | Single                   | CAN AC            | CAN Rock          | Album                     |
| --------------------------------------- | ------------------------ | ----------------- | ----------------- | ------------------------- |
| 2010                                    | Never Look Back          | —                 | —                 | The Things We Left Behind |
| 2010                                    | Waiting For The World    | —                 | —                 | The Things We Left Behind |
| 2013                                    | New Morning Sun          | 36                | 48                | In Our Nature             |
| 2014                                    | Never Too Late           | —                 | —                 | In Our Nature             |
| 2014                                    | When The Truth Comes Out | —                 | —                 | In Our Nature             |
| 2016                                    | Superstar                | —                 | —                 | 1000 Arms                 |
| "—" denotes releases that did not chart |                          |                   |                   |                           |

## Muziekvideo's
| Year | Video                     | Regisseur                     |
| ---- | ------------------------- | ----------------------------- |
| 1987 | Outskirts                 | Guy Furner                    |
| 1987 | Try                       | Michael Buckley               |
| 1988 | Rose Coloured Glasses     | Michael Buckley               |
| 1988 | Rebel                     | Christopher Gentile           |
| 1989 | Diamond Mine              | Michael Buckley               |
| 1989 | House of Dreams           | Michael Buckley               |
| 1990 | Love and Understanding    |                               |
| 1990 | Til I Am Myself Again     | Marsha Herle                  |
| 1991 | Trust Yourself            | Claudia Castle                |
| 1991 | After the Rain            | Christopher Gentile           |
| 1992 | Lost Together             | Don Allan                     |
| 1992 | Rain Down on Me           | Don Allan                     |
| 1993 | Flying                    | Don Allan                     |
| 1993 | 5 Days in May             | Peter Henderson               |
| 1994 | Hasn't Hit Me Yet         | Curtis Wehrfritz              |
| 1994 | Bad Timing                | Curtis Wehrfritz              |
| 1995 | Side of the Road          | Curtis Wehrfritz              |
| 1995 | Better Off as We Are      | Lisa Mann                     |
| 1996 | Blew It Again             | Lisa Mann                     |
| 1997 | It Could Happen to You    | Lisa Mann                     |
| 1997 | Falling Down Blue         | Michael Buckley               |
| 1999 | Somebody Waits            | Mike Downie                   |
| 2000 | The Days in Between       | Christopher Mills             |
| 2000 | Sad Nights                | Christopher Mills             |
| 2002 | Bulletproof               | Christopher Mills             |
| 2005 | Rena                      | Sean Michael Turrell          |
| 2007 | C'mon                     | Christopher Mills             |
| 2007 | 3 Hours Away              | Christopher Mills             |
| 2008 | Losin' You                | Christopher Mills             |
| 2009 | Arizona Dust              | Christopher Mills             |
| 2009 | Waiting For The World     | Christopher Mills             |
| 2013 | Mattawa/New Morning Sun   | Christopher Mills             |
| 2016 | Superstar                 | Christopher Mills             |
| 2017 | Dust to Gold              | Matthew Barnett/Tatjana Green |
| 2017 | I Can't Hide This Anymore | Shelby Fenlon                 |